# Патріція Моррісон
Патріція Моррісон (англ. Patricia Morrison; нар. 14 січня 1962; Лос-Анджелес, Калфорнія, США) — американська і британська рок музикантка, бас-гітаристка, співачка, композиторка та авторка пісень. Ранні стилі, які виконувала Моррісон, були пост-панк, готик-рок, дарквейв.
Була учасницею британського готик-рок, пост-панк гурту The Sisters of Mercy (з 1986 по 1990), де грала на бас-гітарі та була бек вокалісткою.

## Біографія
Патріція Моррісон народилася 14 січня 1962 року в місті Лос-Анджелес США, з юних років була постійною учасницею лос-анджелівської панк сцени.
Перший гурт, в якому вона грала, був The Bags, заснований в 1976 році. З 1982 була учасницею гурту The gun Club, де грала недовго і невдовзі покинула.
Потім до неї звертається Ендрю Елдріч з прохання приєднатися до його гурту The Sisters of Mercy. Моррісон записала разом з гуртом альбом Floodland (1987), що мав комерційний успіх. В 1990 році Моррісон покинула гурт за недоплату грошей.
В 1994 році випустила власний студійний альбом Reflect On This.
З 1996 року грала з гуртом The Damned, одружилася з вокалістом гурту Дейвом Веніаном, згодом народила дочку Емілі. Після цього Моррісон покинула колектив. В музичну кар'єру більше не поверталася.

## Дискографія
The Sisters Of Mercy
| Альбом    | рік  | Лейбл              | Формат |
| --------- | ---- | ------------------ | ------ |
| Floodland | 1987 | Warner Music Group | LP     |

The Gun Club
| Альбом              | Рік  | Лейбл          | Формат |
| ------------------- | ---- | -------------- | ------ |
| The Las Vegas Story | 1984 | Animal records | LP     |